# تانتو دوری
در هنرهای رزمی ژاپنی، تانتو دوری (Tanto Dori) به تکنیک‌های دفاع در برابر حریف مسلح به چاقو گفته می‌شود. فنون تانتو دوری به‌طور خاص در آیکیدو و همچنین در کاراته سبک وادوریو مورد تمرین قرار می‌گیرند.

## تانتو دوری در آیکیدو
در آیکیدو فنونی جهت خلع سلاح چاقو آموزش داده می‌شود که تانتو دوری نامیده می‌شوند. در آیکیدو تنها فنون دفاع در برابر چاقو با دست خالی تمرین می‌شود که اصطلاح «دوری» بیانگر آن هست؛ واژه تانتو نیز از دو بخش «تان» به معنی کوتاه و «تو» به معنی شمشیر و تیغ هست و تانتو به سلاح برنده با تیغه کوتاه‌تر از سی سانتی‌متر گفته می‌شود.